# Vincenzo Dandini

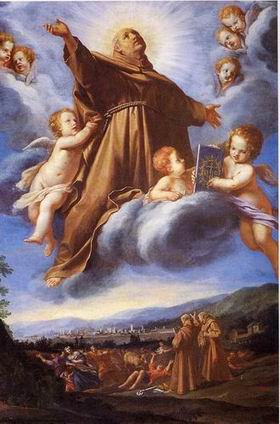
Vincenzo Dandini, San Bernardino glorificado, 1663.

Vincenzo Dandini (Florencia, 17 de marzo de 1609-Florencia, enterrado el 22 de abril de 1675) fue un pintor italiano del Barroco, principalmente activo en Florencia.

## Biografía
Fue inicialmente discípulo de su hermano, Cesare Dandini, matriculándose posteriormente en la Accademia del Disegno en 1631. Después se trasladó a Roma (1635-1636), donde trabajó en el estudio de Pietro da Cortona. De vuelta a Florencia, colaboró durante más de dos décadas con su hermano mayor. Trabajó a menudo para la corte de los Médici, principalmente para Lorenzo de Médici, gran mecenas de las artes. Realizó diseños de tapices para la Corte Granducal. Su estilo es similar al de Cesare: muy expresivo y con cierta tendencia al dramatismo en su última época. Fue también un buen dibujante, cercano a la manera de Cortona.
Entre sus alumnos estuvieron Giovanni Battista Marmi y Anton Domenico Gabbiani. Su sobrino Pietro y sus dos hijos, Ottaviano y Vincenzo el Joven, también fueron pintores.

## Obras destacadas
- Venus, Mercurio y Cupido (1637-38, Uffizi, Florencia)
- San Carlos Borromeo y Andrea Zoerandro (1657, Santa Maria in Gradi, Arezzo)
- San Bernardino de Siena y San Juan de Capistrano adorando el Nombre de Jesús (1667, Museo Ognissanti, Florencia)